# دیوید سنبورن
دیوید سنبورن (انگلیسی: David William Sanborn؛ ۳۰ ژوئیهٔ ۱۹۴۵ – ۱۲ مهٔ ۲۰۲۴) موسیقی‌دان اهل ایالات متحده آمریکا است. وی از سال ۱۹۵۹ تا ۲۰۲۴ مشغول فعالیت بود.
در سال ۲۰۱۸ تشخیص داده شد که او به سرطان پروستات مبتلا است و به همین دلیل در مه ۲۰۲۴ درگذشت.